# Mapania steyermarkii
Mapania steyermarkii är en halvgräsart som beskrevs av Tetsuo Michael Koyama. Mapania steyermarkii ingår i släktet Mapania och familjen halvgräs. Inga underarter finns listade i Catalogue of Life.